# 新費拉 (塞爾希培州)
10°15′50″S 37°18′46″W / 10.26389°S 37.31278°W
新費拉（葡萄牙語：Feira Nova），是巴西的城鎮，位於該國東北部，由塞爾希培州負責管轄，始建於1963年10月18日，面積188平方公里，海拔高度250米，2010年人口5,325，人口密度每平方公里28.32人。